# Кастроново ди Сичилия
Кастроно̀во ди Сичѝлия (на италиански: Castronovo di Sicilia, на сицилиански Castrunovu, Каструнову) е малко градче и община в Южна Италия, провинция Палермо, автономен регион и остров Сицилия. Разположено е на 712 m надморска височина. Населението на общината е 3213 души (към 2010 г.).